# کوارتت زهی شماره ۱ (شوستاکوویچ)
کوارتت زهی شماره ۱ در دو ماژور اثر دمیتری شوستاکوویچ، اپوس. ۴۹، تنها در شش هفته و در تابستان ۱۹۳۸ ساخته شد. شوستاکوویچ در صبح روز ۱۰ مه ۱۹۳۸ (در دومین تولد دخترش گالینا) کار بر روی کوارتت زهی را آغاز کرد. شوستاکوویچ دربارهٔ این قطعه گفت که در این کوارتت از «صحنه‌های دوران کودکی را تجسم کرده‌ام، حالات تا حدودی ساده لوحانه و روشن مرتبط با بهار.»

## اجرا
این اثر در لنینگراد در ۱۰ اکتبر ۱۹۳۸ توسط کوارتت گلازونوف به نمایش درآمد. همچنین در ۱۶ نوامبر ۱۹۳۸ در مسکو توسط کوارتت بتهوون به اجرا درآمد. این اجرا شروع دوستی مادام العمر بین شوستاکوویچ و کوارتت بود.

## ساختار
این کوارتت زهی در سبک کلاسیک، و دارای چهار موومان است:
1. Moderato
2. Moderato
3. Allegro molto
4. Allegro

اجرای این قطعه حدود ۱۵ دقیقه به طول می‌انجامد.